# Мадагаскарская полосатая пустельга
'Мадагаскарская полосатая пустельга (лат. Falco zoniventris) — вид птиц из семейства соколиных (Falconidae).

## Распространение
Эндемики Мадагаскара. Птицы довольно обычны в южной и западной частях острова, в северной и восточной встречаются более локально, на центральном плато же отсутствуют.

## Описание
Длина тела 27—30 см, размах крыльев 60—68 см. Верхняя часть тела серая, хвост тёмный. Нижняя часть беловатая с тёмно-серыми полосками и прожилками. Лапы и глаза птицы жёлтые.

## Биология
Питаются мелкими рептилиями, крупными насекомыми и от случая к случаю охотятся на птиц. Яйца в кладке желтоватого цвета.

## Охранный статус
МСОП присвоил виду охранный статус LC.